# Dragiša Brašovan
Dragiša Brašovan (Драгиша Брашован; * 25. Mai 1887 in Vršac; † 6. Oktober 1965 in Belgrad) war ein jugoslawischer Architekt.

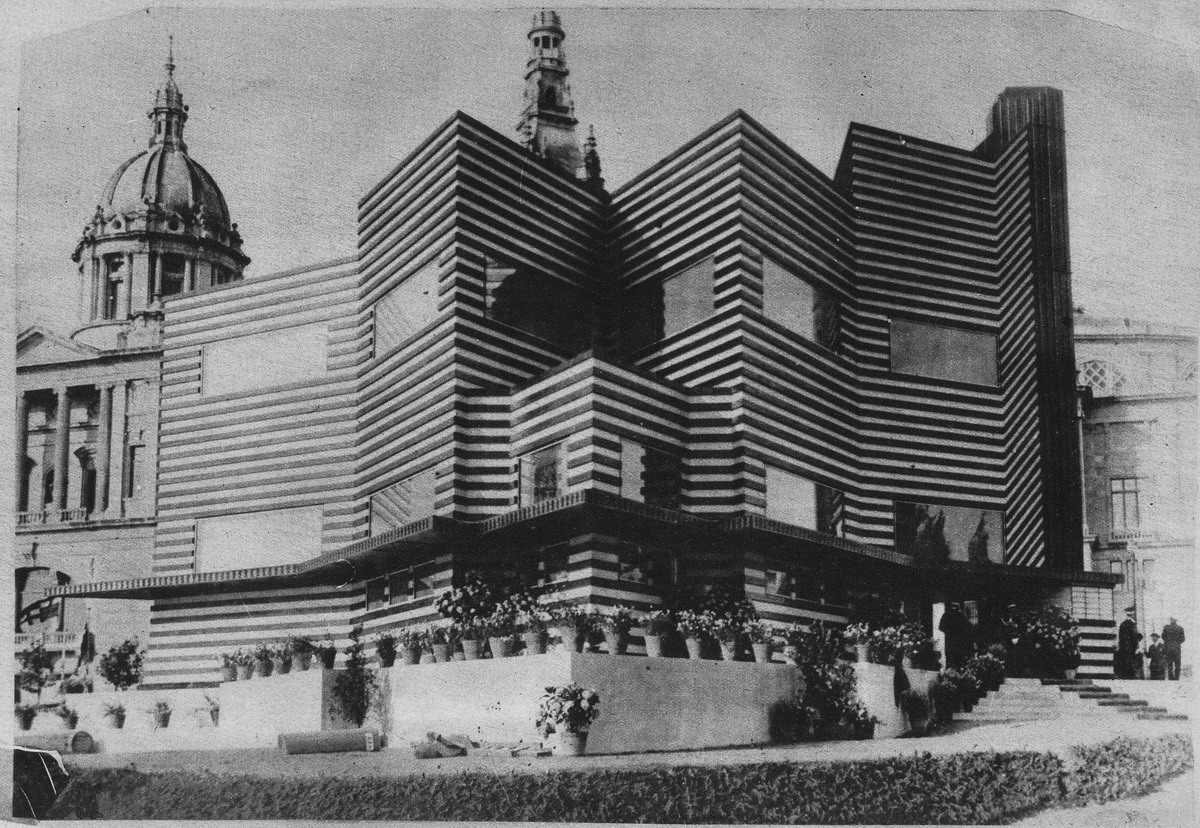
Jugoslawischer Pavillon zur Weltausstellung 1929

Dragiša Brašovan studierte 1907 bis 1912 in Budapest und arbeitete anschließend in einem Architekturbüro. Nach dem Ersten Weltkrieg arbeitete er von 1922 bis 1929 in einem Architekturbüro in Belgrad und danach mit Andrej Vasiljevic Papkov in einem eigenen Büro.

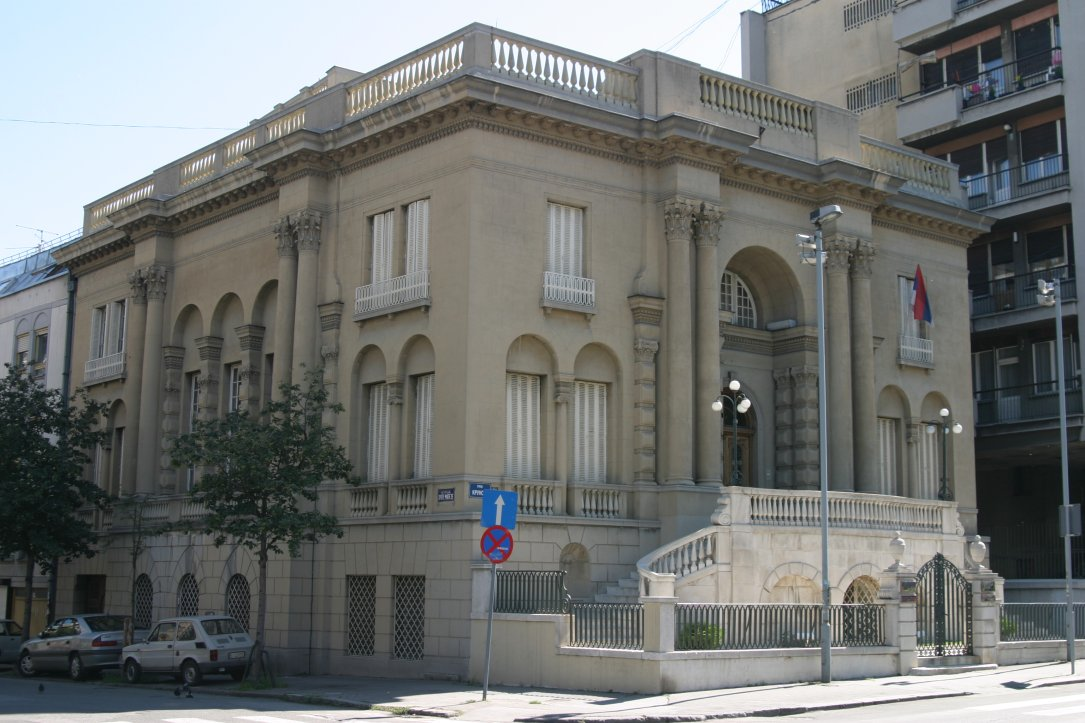
Nikola-Tesla-Museum (1929)

Er erbaute unter anderem das Gebäude des Nikola-Tesla-Museums in Belgrad (1929), das Gebäude der Handelskammer in Belgrad (1932 bis 1934) und das Gebäude der der Luftstreitkräfte Serbiens in Zemun (1935).
Brašovan war Mitglied des Royal Institute of British Architects (ab 1953) und korrespondierendes Mitglied der Serbischen Akademie der Wissenschaften und Künste (ab 1961).